# Hřebeny (Josefov)
Hřebeny (německy Hartenberg) jsou malá vesnice, část obce Josefov v okrese Sokolov v Karlovarském kraji. Nachází se asi 1,5 kilometru severozápadně od Josefova. Je zde evidováno 34 adres. V roce 2011 zde trvale žilo 79 obyvatel.
Hřebeny leží v katastrálním území Luh nad Svatavou o výměře 4,76 km².

## Historie
První písemná zmínka o vesnici pochází z roku 1214.

## Obyvatelstvo
Při sčítání lidu v roce 1921 zde žilo 240 obyvatel, z nichž byli čtyři Čechoslováci, 232 bylo Němců a čtyři byli cizinci. K římskokatolické církvi se hlásilo 239 obyvatel, jeden byl bez vyznání.
| Rok            | 1869 | 1880 | 1890 | 1900 | 1910 | 1921 | 1930 | 1950 | 1961 | 1970 | 1980 | 1991 | 2001 | 2011 | 2021 |
| -------------- | ---- | ---- | ---- | ---- | ---- | ---- | ---- | ---- | ---- | ---- | ---- | ---- | ---- | ---- | ---- |
| Počet obyvatel | 192  | 209  | 216  | 290  | 275  | 240  | 251  | 126  | 161  | 104  | 72   | 58   | 64   | 79   | 57   |
| Počet domů     | 21   | 29   | 28   | 28   | 27   | 28   | 30   | 32   | -    | 28   | 22   | 28   | 28   | 28   | 27   |

## Obecní správa
Při sčítání lidu v letech 1850–1879 Hřebeny byly osadou obce Krajková v okrese Falknov. V letech 1880–1976 byly osadou obce Luh nad Svatavou v okrese Sokolov (v letech 1890–1910 Falknov a v letech 1921–1930 Falknov nad Ohří). Od 1. dubna 1976 do 30. června 1990 byl opět částí obce Krajková v okrese Sokolov. Od 1. července 1990 je částí obce Josefov v okrese Sokolov.

## Doprava
Vesnicí prochází železniční trať Sokolov–Kraslice a na ní je zde železniční zastávka Hřebeny. Budova zastávky je ve špatném stavu.

## Pamětihodnosti
- zřícenina hradu/zámku Hartenberg
- Sýpka
- Smírčí kříž